# За всичко е виновен Рио
„За всичко е виновен Рио“ (на английски: Blame It on Rio) е комедия на режисьора Стенли Донън, която излиза на екран през 1984 година.

## Сюжет
Двама стари, добри приятели отиват на почивка и взимат с тях дъщерите си – тийнейджърки. За нещастие Матю се влюбва в дъщерята на най-добрия си приятел Виктор. Когато разбира за връзката на дъщеря си с най-добрия му приятел, той побеснява...

## В ролите
| Актьор         | Роля               |
| -------------- | ------------------ |
| Майкъл Кейн    | Матю Холис         |
| Джоузеф Болоня | Виктор Лайънс      |
| Мишел Джонсън  | Дженифър Лайънс    |
| Деми Мур       | Никол (Ники) Холис |
| Валери Харпър  | Карен Холис        |
| Хосе Лугой     | Едуардо Маркес     |
| Лупе Гилиоти   | Синьора Ботега     |
| Нелсън Дантас  | лекар              |